# Чжоу, Винсент
Винсент Чжоу (англ. Vincent Zhou; род. 25 октября 2000, Сан-Хосе, Калифорния) — американский фигурист, выступающий в одиночном катании. Олимпийский чемпион в командных соревнованиях (2022), двукратный бронзовый призёр чемпионата мира (2019, 2022), бронзовый призёр чемпионата четырёх континентов (2019), победитель этапа Гран-при Skate America (2021), победитель командного чемпионата мира (2019), серебряный призёр чемпионата США (2017, 2019, 2021), чемпион мира среди юниоров (2017).
По состоянию на 3 ноября 2023 года занимает 27-е место в рейтинге Международного союза конькобежцев (ИСУ).

## Биография
Родился 25 октября 2000 года в Сан-Хосе (Калифорния) в семье выходцев из Китая. Его китайское имя — Чжоу Чжифан (кит. упр. 周知方). Его старшая сестра Вивиан — скрипачка. Их мать Фэй Гэ компьютерный учёный и работает в Кремниевой долине.
Когда Винсенту было немногим более двух лет, семья перебралась в Пало-Алто. В возрасте 5,5 лет он стал заниматься фигурным катанием в школе Риверсайда, находившейся в шести часах от дома. Его кумирами были и oстаются Патрик Чан, Брайан Бойтано, Майкл Вайс, Юдзуру Ханю и Ричард Дорнбуш. Мать Чжоу бросила работу в декабре 2009 года, чтобы сосредоточиться на его спортивном образовании. Они отправлялись в Риверсайд по воскресеньям и возвращались домой по пятницам, а отец и сестра оставались в Пало-Альто. В детстве с ним работали тренеры Джули Лаундерс и Чарльз Тикнер.

## Карьера

### Юниорский период
В январе 2013 года к нему пришёл первый серьёзный успех. Винсент выиграл в Омахе первенство США среди юниоров, однако выступать на мировом юниорском форуме не мог из-за возраста. По ряду причин следующий сезон ему пришлось пропустить. Осенью 2015 года он принял участие в юниорских этапах Гран-при в Австрии и Словакии, где финишировал вторым, что позволило ему получить право выступать в юниорском финале, где Чжоу финишировал рядом с пьедесталом. В январе 2016 года он впервые принял участие в национальном чемпионате США в Сент-Поле, где финишировал в конце первой десятки. В марте дебютировал на мировом юниорском чемпионате в венгерском Дебрецене, где замкнул пятёрку лучших фигуристов.
Следующий предолимпийский сезон американский фигурист вновь начал с юниорских этапов Гран-при. Он выступал в Японии (серебряная награда). В стране восходящего солнца ему удалось улучшить все свои прежние спортивные достижения. Далее был турнир в Эстонии, где была завоёвана бронзовая медаль. Это не позволило спортсмену пройти в очередной юниорский финал. Он стал только первым запасным. В январе 2017 года на национальном чемпионате в Канзасе фигурист впервые завоевал медаль и сразу серебряную. В середине марта Чжоу выступал в Тайбэе на юниорском мировом чемпионате, где сумел стать победителем. При этом он улучшил свои прежние спортивные достижения в сумме и произвольной программе.

### Сезон 2017—2018
В олимпийский сезон американский фигурист начал выступать среди взрослых. В начале октября он начал выступление на финском Трофее, где ему удалось занять второе место. Через месяц спортсмен дебютировал в серии Гран-при на китайском этапе, где он финишировал рядом с пьедесталом. В середине ноября на французском этапе Гран-при ему удалось финишировать в середине турнирной таблицы. На национальном чемпионате в начале 2018 года он финишировал с бронзовой медалью. Федерация США включила его в состав олимпийской сборной. В середине февраля в Канныне на личном турнире Олимпийских игр американский одиночник выступил очень удачно и улучшил все свои прежние достижения. Фигурист в итоге финишировал шестым. На чемпионате мира в Милане занимал 3-е место после короткой программы, в произвольной выступил неудачно, став лишь 19-м, завершил турнир на 14-м месте.

### Сезон 2018—2019

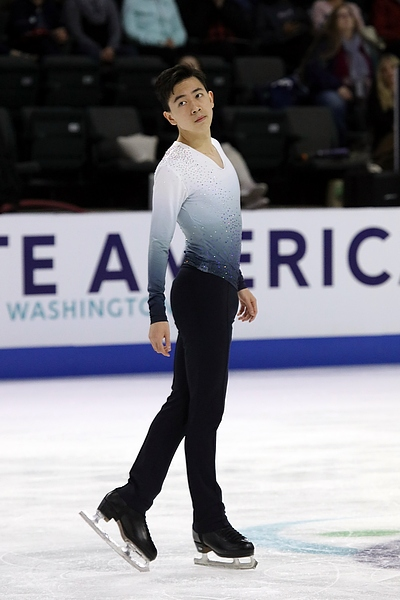
Чжоу выступает с короткой программой под песню Muse на Skate America 2018

В новом сезоне выступил на двух этапах Гран-при — Skate America, где занял пятое место и на NHK Trophy, где занял четвёртое место. На чемпионате США завоевал серебряную медаль.
На чемпионате четырёх континентов с результатом 100,18 балла лидировал после короткой программы. В произвольной программе много прыжков исполнил с недокрутом и стал пятым. За две программы набрал 272,22 балла и завоевал бронзовую медаль, которая стала для него первой медалью чемпионата ИСУ.
В марте выступил на чемпионате мира в японской Сайтаме. Он занимал промежуточное четвёртое место после короткой программы, в произвольной исполнил три четверных прыжка и стал третьим. По итогам двух программ завоевал бронзовую медаль мирового первенства.
Завершил сезон на командном чемпионате мира в Фукуоке. Без ошибок исполнил и короткую, и произвольную программу, в обеих программах занял вторую позицию, лишь ненамного уступив Нейтану Чену. На этом турнире Чжоу улучшил все лучшие результаты и в составе сборной США завоевал золотую медаль.

### Сезон 2019—2020
Новый сезон начал на турнире U.S. Classic, завоевал бронзовую медаль. Чжоу был заявлен на этапы Гран-при в Китае и России, однако из-за учёбы он решил пропустить серию Гран-при. На чемпионате США стал лишь четвёртым. Вошёл в состав сборной США на чемпионат мира, однако из-за пандемии COVID-19 турнир был отменён.

### Сезон 2020—2021
В октябре 2020 года выступил на этапе Гран-при Skate America, где стал вторым и в короткой, и в произвольной программе, и завоевал серебряную медаль. На чемпионате США в Лас-Вегасе завоевал третью для себя серебряную медаль национального чемпионата. На чемпионате мира неудачно выступил в короткой программе, не сумев чисто исполнить ни один прыжковый элемент, расположился на 25-м месте и не прошёл в произвольную программу.

### Сезон 2021—2022
Новый олимпийский сезон 2021/22 начал на турнире Nebelhorn Trophy 2021, который являлся квалификационным соревнованием на Олимпийские игры в Пекине. Так как на чемпионате мира 2021 Чжоу не отобрался в произвольную программу, а Нейтан Чен и Джейсон Браун по сумме занятых мест завоевали только две квоты для американских одиночников на Олимпийские игры, третья квота должна была подтвердиться на Nebelhorn Trophy 2021. Федерация США для этого выбрала Чжоу и на квалификационном турнире он сумел завоевать золотую медаль и обеспечить третью квоту для американских одиночников.
На этапе Гран-при Skate America 2021 Чжоу лидировал после короткой программы. В произвольной программе он исполнил пять четверных прыжков (четверной лутц, четверной флип, четверной сальхов, четверной тулуп, каскад четверной сальхов — тройной тулуп) и с общим результатом 295,56 балла за две программы впервые в своей карьере завоевал золотую медаль этапа Гран-при, опередив Сёму Уно и Нейтана Чена. На втором этапе NHK Trophy выступил не так удачно и завоевал серебряную медаль. Чжоу отобрался в финал Гран-при, который должен был пройти в японской Осаке с 9 по 12 декабря, однако из-за ограничений, введенных в связи распространением нового штамма COVID-19, турнир был отменён.
На чемпионате США чисто исполнил короткую программу и занял промежуточное второе место. В произвольной программе допустил немало ошибок и завершил турнир с бронзовой медалью. После чемпионата США был объявлен состав сборной Америки на Олимпийские игры, куда был включен и Чжоу.
На Олимпийских играх Чжоу принял участие в командных соревнованиях. Он выступил в произвольной программе, занял там третье место и принёс в актив американской сборной 8 очков. На командном турнире сборная США стала серебряным призёром. 7 февраля стало известно, что Чжоу сдал два положительных теста на коронавирус и не выступит в личном турнире на Олимпийских играх.
В марте выступил чемпионате мира в Монпелье. После короткой программы он занимал шестое место, в произвольной программе исполнил четыре четверных прыжка (два из них с недокрутом), за две программы набрал 277,38 балла и сумел завоевать вторую для себя бронзовую медаль чемпионата мира.

## Программы
| Сезон     | Короткая программа                                                                      | Произвольная программа | Показательные номера |
| --------- | --------------------------------------------------------------------------------------- | --- | --- |
| 2021—2022 | - «Vincent (Starry Starry Night)» в исполнении Джоша Гробана хореография: Лори Николь   | - «Крадущийся тигр, затаившийся дракон» Тань Дунь - «Rising Sun» Киёси Ёсида хореография: Джеффри Баттл | - «Lonely» Illenium, Чандлер Лейтон - «Sign of the Times» Гарри Стайлз                                                                                            |
| 2020—2021 | - «Vincent (Starry Starry Night)» в исполнении Джоша Гробана хореография: Лори Николь   | - «Algorithm» Muse хореография: Миша Ге | - «Sign of the Times» Гарри Стайлз |
| 2019—2020 | - «I Will Wait» Mumford & Sons хореография: Ше-Линн Бурн                                | - «Облачный атлас» (саундтрек) Райнхольд Хайль, Джонни Климек, Том Тыквер хореография: Лори Николь | - «Slow Dancing in the Dark» Joji |
| 2018—2019 | - «Exogenesis: Symphony Part III» Muse хореография: Лори Николь                         | - «Крадущийся тигр, затаившийся дракон» Тань Дунь - «Rising Sun» Киёси Ёсида хореография: Джеффри Баттл | - «Made in China» Higher Brothers, DJ Snake - «Slow Dancing in the Dark» Joji хореография: Джошуа Фаррис - «Take On Me» A-ha хореография: Джошуа Фаррис           |
| 2017—2018 | - «Chasing Cars» Snow Patrol хореография: Джеффри Баттл                                 | - «Мулен Руж!»: - «Nature Boy» eden ahbez - «Your Song (instrumental)» Элтон Джон, Берни Топин исполнении Крэйга Армстронга - «Come What May» Дэвид Бервальд, Кевин Гилберт хореография: Джеффри Баттл - «Ромео + Джульетта» (саундтрек) Нелли Хупер, Крэйг Армстронг, Мариус Де Врис хореография: Дрю Микинс, Чарли Уайт | - «Chasing Cars» Snow Patrol хореография: Джеффри Баттл - «Take On Me» A-ha хореография: Джошуа Фаррис - «Sun» (из фильма Many Beautiful Things) Sleeping at Last |
| 2016—2017 | - «Writing's on the Wall» Сэм Смит - «007: Спектр» Томас Ньюман хореография: Дрю Микинс | - «Касабланка» (саундтрек) L'Orchestra Cinematique - «Johnny Staccato» Элмер Бернстайн хореография: Дэвид Уилсон | - «Sun» (из фильма Many Beautiful Things) Sleeping at Last |
| 2015—2016 | - «Crystallize» Линдси Стирлинг хореография: Юка Сато                                   | - «Крёстный отец» Нино Рота хореография: Джастин Диллон | |

## Спортивные достижения
| Соревнования/Сезон                      | 12/13         | 15/16         | 16/17         | 17/18         | 18/19         | 19/20         | 20/21         | 21/22         |
| Международные                           | Международные | Международные | Международные | Международные | Международные | Международные | Международные | Международные |
| --------------------------------------- | ------------- | ------------- | ------------- | ------------- | ------------- | ------------- | ------------- | ------------- |
| Зимние Олимпийские игры                 |               |               |               | 6             |               |               |               | WD            |
| Чемпионат мира                          |               |               |               | 14            | 3             | С             | 25            | 3             |
| Чемпионат четырёх континентов           |               |               |               |               | 3             |               |               |               |
| Финал Гран-при                          |               |               |               |               |               |               |               | C             |
| Этап Гран-при: NHK Trophy               |               |               |               |               | 4             |               |               | 2             |
| Этап Гран-при: Skate America            |               |               |               |               | 5             |               | 2             | 1             |
| Этап Гран-при: Cup of China             |               |               |               | 4             |               |               |               |               |
| Этап Гран-при: Internationaux de France |               |               |               | 9             |               |               |               |               |
| Челленджер. Золотой конёк Загреба       |               |               | WD            |               |               |               |               |               |
| Челленджер. Nebelhorn Trophy            |               |               |               |               |               |               |               | 1             |
| Челленджер. Finlandia Trophy            |               |               |               | 2             |               |               |               |               |
| Челленджер. Tallinn Trophy              |               |               |               |               | 2             |               |               |               |
| Челленджер. U.S. Classic                |               |               |               |               | 4             | 3             |               |               |
| Bavarian Open                           |               |               | 1             |               |               |               |               |               |
| Cranberry Cup                           |               |               |               |               |               |               |               | 1             |
| Национальные                            |               |               |               |               |               |               |               |               |
| Чемпионат США                           |               | 8             | 2             | 3             | 2             | 4             | 2             | 3             |
| Первенство США среди юниоров            | 1             |               |               |               |               |               |               |               |
| Международные командные                 |               |               |               |               |               |               |               |               |
| Зимние Олимпийские игры                 |               |               |               |               |               |               |               | 1             |
| Командный чемпионат мира                |               |               |               |               | 1             |               |               |               |
| Japan Open                              |               |               |               |               |               | 3             |               |               |
| Международные среди юниоров             |               |               |               |               |               |               |               |               |
| Чемпионат мира среди юниоров            |               | 5             | 1             |               |               |               |               |               |
| Финал юниорского Гран-при               |               | 4             |               |               |               |               |               |               |
| Этап Гран-при: Австрия                  |               | 2             |               |               |               |               |               |               |
| Этап Гран-при: Эстония                  |               |               | 3             |               |               |               |               |               |
| Этап Гран-при: Япония                   |               |               | 2             |               |               |               |               |               |
| Этап Гран-при: Словакия                 |               | 2             |               |               |               |               |               |               |